# Ordem de Laran Luak
Der Ordem de Laran Luak (deutsch Orden für großen Edelmut) ist ein Orden Osttimors.

## Hintergrund
Der Ordem de Laran Luak wird an ausländische Staatsbürger verliehen, die als „Kämpfer der Nationalen Befreiung“ gegen die indonesische Besatzung (1975–1999) anerkannt wurden. Der Orden wurde zusammen mit anderen Auszeichnungen für Verdienste im Befreiungskampf mit dem Gesetz 3/2006 „Estatuto dos Combatentes da Libertação Nacional“ (deutsch Statut der Kämpfer der nationalen Befreiung) geschaffen.
Mit dem präsidialen Dekret 13/2007 vom 4. April 2007 wurde das Aussehen der Auszeichnung festgelegt.
Der Orden zeigt auf der Vorderseite oben die Landkarte Osttimors und die Beschriftung „Ordem Laran Luak“ und unten eine Weltkarte über einer Kaibauk, zentriert auf den Pazifischen Ozean. Auf der Rückseite befindet sich die portugiesische Inschrift „Amizade e Solidariedade“ (deutsch Freundschaft und Solidarität).

## Träger des Ordem de Laran Luak
Die Liste ist nicht vollständig.
- Walter Hadye Lini (1942–1999), Premierminister Vanuatus (postum 2012)[4]